# Villanueva (Casanare)
Villanueva ist eine Gemeinde (municipio) im Departamento Casanare in Kolumbien.

## Geographie
Villanueva liegt im Süden von Casanare auf einer Höhe von etwa 300 Metern am Fuß der Anden in den kolumbianischen Llanos 147 km von Yopal entfernt. An die Gemeinde grenzen im Norden Sabanalarga und Monterrey, im Osten Monterrey und Tauramena, im Süden Cabuyaro und Puerto López im Departamento del Meta und im Westen Barranca de Upía und Cabuyaro in Meta.

## Bevölkerung
Die Gemeinde Villanueva hat 24.740 Einwohner, von denen 21.424 im städtischen Teil (cabecera municipal) der Gemeinde leben (Stand: 2019).

## Geschichte
Auf dem Gebiet der heutigen Gemeinde Villanueva spielte während der Kolonialzeit das Wirken der Jesuiten eine wichtige Rolle. Im 20. Jahrhundert litt die Region unter dem bewaffneten Konflikt. Villanueva selbst wurde 1962 gegründet und erhielt 1982 den Status einer Gemeinde.

## Wirtschaft
Die wichtigsten Wirtschaftszweige von Villanueva sind Landwirtschaft (insbesondere werden Ölpalmen, Reis, Sorghumhirsen und Baumwolle angebaut) und Rinderproduktion.

## Verkehr
Villanueva verfügt über einen kleinen Regionalflughafen.